# Nuclear Gandhi
Pour les articles homonymes, voir Gandhi (homonymie).

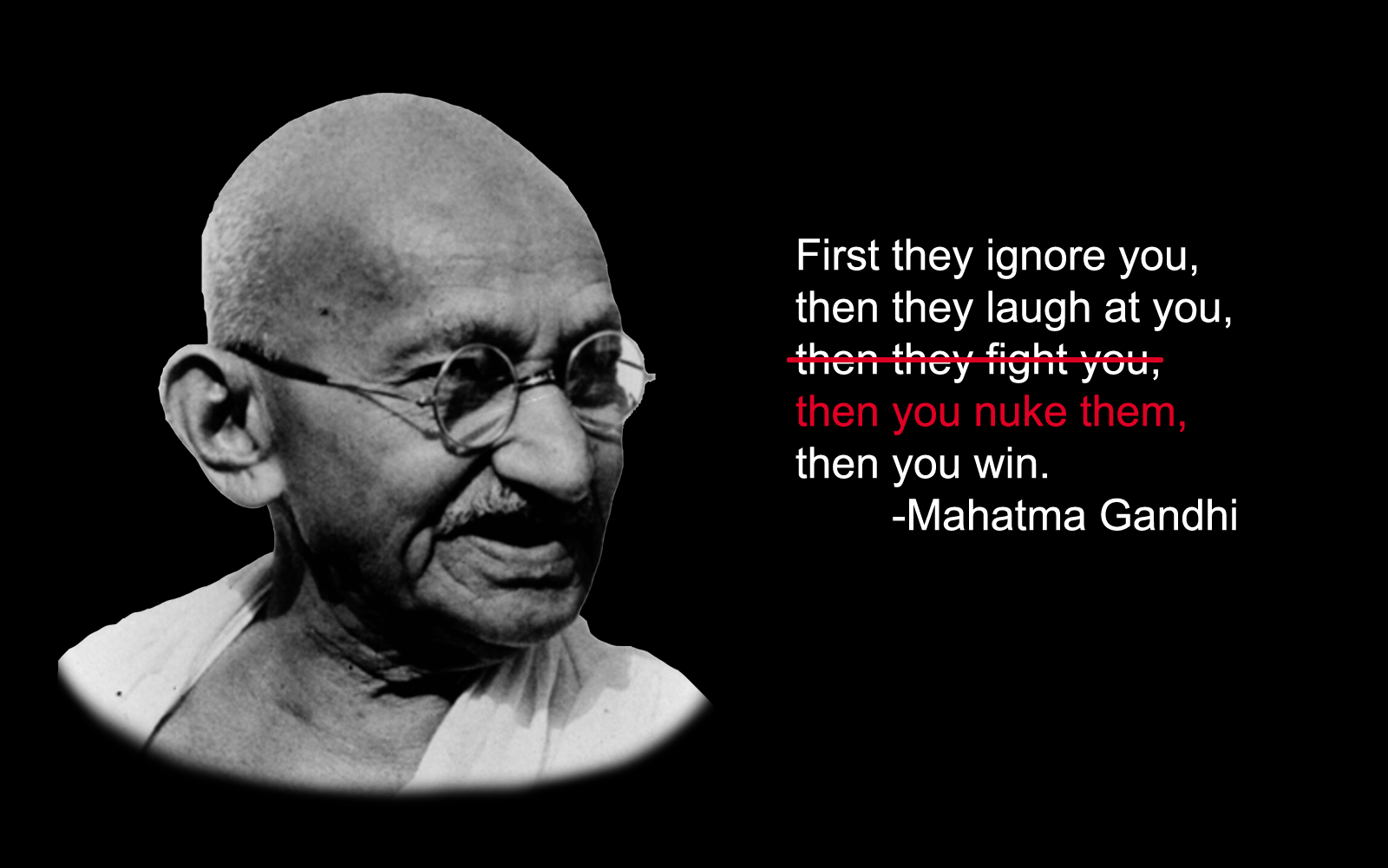
Un exemple de Nuclear Gandhi comme mème Internet

« Nuclear Gandhi » est une légende urbaine et un mème du jeu vidéo. Il prétend qu'il existe un bug logiciel dans le jeu vidéo de stratégie Civilization de 1991, qui finit par forcer le leader pacifiste Mohandas Gandhi à devenir extrêmement agressif et à faire un usage intensif des armes nucléaires.
L'affirmation est mentionnée pour la première fois sur le wiki de TV Tropes en 2012, et se répand jusqu'en 2020, lorsque le créateur de la série, Sid Meier, confirme que le bug est impossible dans le jeu original. Gandhi est programmé pour présenter ce comportement dans Civilization V, sorti en 2010, et cela a pu conduire à croire que ce comportement est également présent dans les jeux précédents.
Bien que fictif, Nuclear Gandhi est l'un des glitches de jeu vidéo les plus reconnaissables et est utilisé comme exemple de dépassement d'entier en informatique, et est inclus comme Easter egg dans d'autres jeux de la série Civilization.

## Contexte
Selon la rumeur, l'IA de jeu de chaque leader dans Civilization a un paramètre qui décrit son agressivité sur une échelle de 1 à 10, 1 étant la moins agressive et 10 la plus agressive,. D'autres sources affirment que l'échelle est passée de 1 à 12. Le leader indien Mahatma Gandhi est le seul leader du jeu avec l'indice d'agressivité le plus bas, de 1 et, par conséquent, n'est capable de mener que des guerres défensives. Une fois que l’IA change sa forme de gouvernement pour adopter la démocratie, préférée par des pays pacifiques comme l’Inde, son niveau d’agressivité diminue de 2. Dans le cas de Gandhi, cela conduit théoriquement à un niveau d’agressivité de −1.
Selon la rumeur, le niveau d'agressivité est stocké sous la forme d'une variable entière non signée de 8 bits qui ne peut stocker que des valeurs comprises entre 0 et 255 (ou 28 − 1), et la valeur négative entraîne donc un dépassement d'entier. La valeur est stockée à 255 et Gandhi est donc censé devenir environ 25 fois plus agressif que les dirigeants les plus agressifs du jeu. Dans l'arbre des technologies de Civilization, les armes nucléaires ne sont généralement débloquées qu'après la démocratie, de sorte que le niveau d'agressivité de Gandhi atteint un pic avant que l'Inde se dote de la capacité nucléaire. Cela conduit l’Inde à attaquer soudainement d’autres civilisations avec des missiles nucléaires. Certaines versions de l'histoire prétendent que le bug a été corrigé dans les versions ultérieures du jeu, d'autres que les développeurs en ont été tellement amusés qu'ils l'ont délibérément réimplémenté comme un Easter egg,,. D'autres personnes affirment que le bug est apparu pour la première fois dans Civilization II.
En réalité, selon Brian Reynolds, concepteur principal du jeu Civilization II, il n'y a que trois niveaux d'agressivité possibles dans Civilization et même si l'IA de Gandhi possède le niveau le plus faible, il le partage avec un tiers des autres dirigeants. De plus, sur la base de ses souvenirs du code source de Civilization, Reynolds déclare qu'il n'y a aucune variable non signée dans cette section de code et que les dirigeants ne peuvent pas agir de manière plus agressive que les dirigeants les plus agressifs du jeu. Un dirigeant avec un niveau d’agressivité de 255 agirait donc de la même manière qu’un dirigeant avec un niveau d’agressivité de 3.
Selon Sid Meier, puisque toutes les variables entières sont signées par défaut en C et C++ (respectivement les langages de programmation de Civilization et Civilization II), le dépassement d'entier ne se serait pas produit si l'agressivité de Gandhi avait été fixée à –1. De plus, la forme du gouvernement n'affecte pas du tout l'agressivité de l'IA, donc le niveau d'agressivité de Gandhi reste le même tout au long du jeu. Pendant les guerres, l’Inde aurait la possibilité d'employer des armes nucléaires comme n’importe quelle autre civilisation, mais Gandhi ne les utiliserait pas plus souvent qu’Abraham Lincoln ou tout autre dirigeant considéré comme pacifique,,.
La légende urbaine pourrait provenir de la tendance de l'Inde à découvrir la technologie nucléaire avant la plupart de ses adversaires en raison de la nature scientifique de cette civilisation,. Reynolds note que tous les dirigeants du jeu deviennent « assez désagréables » après l'acquisition d'armes nucléaires par leur pays et suggère que ce comportement semble simplement plus surprenant et mémorable lorsqu'il arrive à Gandhi.

## Différentes apparitions

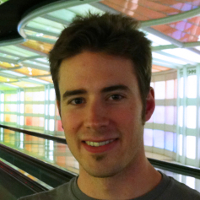
Jon Shafer a fait de Gandhi un passionné d'armes nucléaires dans Civilization V.

Avec Civilization IV, une idée reçue veut que Gandhi est toujours programmé pour développer une tendance à utiliser les armes nucléaires et que cela joue le rôle d'Easter egg. Cependant, aucun comportement de ce type n'est délibérément ajouté aux jeux par Firaxis. La première inclusion intentionnelle de Nuclear Gandhi a lieu dans Civilization V. Jon Shafer, concepteur principal du jeu Civilization V, définit les paramètres « Build Nuke » et « Use Nuke » de Gandhi sur la valeur la plus élevée possible, 12. Il déclare qu'il a fait cela pour plaisanter : « c'est amusant d'imaginer qu'un homme politique indien promouvant Satyagraha puisse avoir le désir de bombarder ses voisins ». Après la sortie du jeu en 2010, les joueurs remarquent le comportement incongru de Gandhi ; il est abordé dans la bande dessinée Critical Miss du magazine The Escapist. Dans Civilization V, les joueurs surnomment le personnage de Gandhi « Thermonucléaire », « Le destructeur de mondes » et « Kourtchatov ».

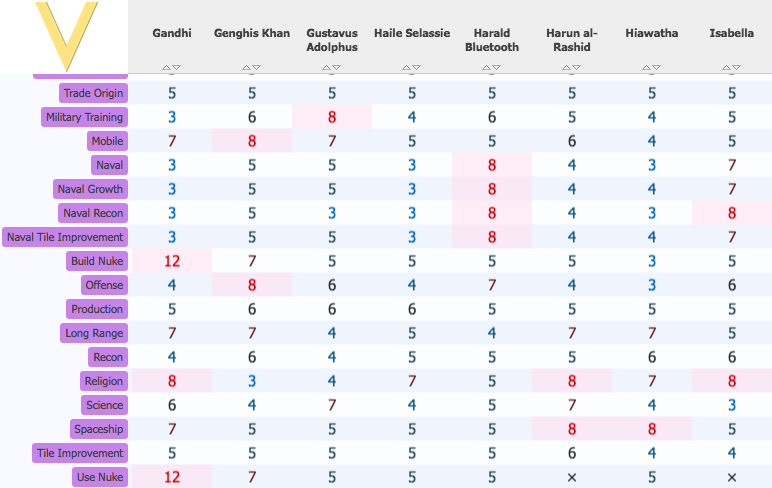
Une configuration d'intelligence artificielle de Civilization V. Les valeurs élevées de Gandhi dans les rangées « Build Nuke » et « Use Nuke » sont clairement visibles.

Gandhi est en réalité l'un des dirigeants les plus pacifiques de Civilisation V, mais ses paramètres d'intelligence artificielle qui contrôlent la construction et l'utilisation des armes nucléaires ont la valeur de 12, la plus élevée de tous les dirigeants. Les trois leaders suivants ont une valeur de 8, et la plupart des leaders ont une valeur comprise entre 4 et 6. Pour apporter de la diversité au gameplay, au début de chaque partie, Civilization V modifie ces paramètres en ajoutant une valeur aléatoire comprise entre -2 et +2 à chacune de ces deux valeurs ; dans le cas de Gandhi, cela signifie que les paramètres « Build Nuke » et « Use Nuke » ne peuvent jamais descendre en dessous de la note maximale : 10 sur 10.
Civilization VI introduit un mécanisme de programme secret qui régule le comportement de l'intelligence artificielle. Chaque leader a deux programmes : le premier est constant et fondé sur l'histoire personnelle de chaque leader, et le second (ainsi qu'un troisième dans Civilization VI : Gathering Storm) est choisi aléatoirement au début de chaque partie. Si l'objectif fixé de Gandhi est d'être un « gardien de la paix », il est beaucoup moins susceptible de déclencher des guerres et méprise les civilisations qui le font, tout en appréciant celles qui font le contraire. Cependant, il existe une probabilité fixe de 70 % pour qu'il obtienne « Nuke Happy » comme programme secret, ce qui l'amène à se concentrer sur la construction d'armes nucléaires, à apprécier les civilisations qui font la même chose et à mépriser les autres civilisations,.

## Légende urbaine
En 2012, 21 ans après la sortie du premier opus de Civilization, la page du wiki TV Tropes consacrée à Civilization est modifiée par l'utilisateur Tunafish pour ajouter une affirmation selon laquelle un bug logiciel pousse Gandhi à agir de manière beaucoup plus agressive. Son ajout n'inclut cependant aucune preuve de cette affirmation,. En novembre, la même information est ajoutée à Wikia (qui deviendra plus tard Fandom). Selon Sid Meier, au cours des deux années suivantes, l'histoire se répand sur Internet, et chaque fois que quelqu'un en doute, un lien vers un wiki est utilisé comme preuve, constituant un référencement circulaire.
En 2014, l'histoire gagne en popularité après qu'une bande dessinée republiée provoque un débat dans la section des commentaires sur Reddit. Les participants cherchent les raisons pour lesquelles Gandhi est devenu si agressif. Dix jours plus tard, le site d'information sur les jeux vidéo Kotaku publie un article intitulé « Why Gandhi Is Such An Asshole In Civilization », ce qui incite d'autres sites d'information et blogs à republier l'information,. « Nuclear Gandhi » devient un mème Internet et une blague populaire dans le milieu des jeux vidéo. De plus, à mesure que le mème se répand, beaucoup de gens pensent se souvenir avoir été particulièrement ciblés par l'Inde dans les premiers jeux de la série Civilization, un faux souvenir imputable à l'effet Mandela. Des informations sur « Nuclear Gandhi » sont ensuite ajoutées au site Know Your Meme, selon lesquelles le bug est apparu pour la première fois dans Civilization II.
Le 18 juin 2019, le directeur marketing de Firaxis, Kevin Schultz, publie un tweet indiquant qu'il se déconnectera pendant deux semaines en raison d'un voyage d'affaires en Chine, et propose de réfléchir à la question suivante : « What if the widely shared and reposted story about Gandhi's love for nukes in the original Civilization being caused by a bug is totally false? » (« Et si l'histoire largement partagée et repostée, selon laquelle l'amour de Gandhi pour les armes nucléaires dans le jeu Civilization original est causé par un bug, était totalement fausse ? »). Cela attire l'attention d'un ancien chroniqueur d'Eurogamer, Chris Bratt, qui décide de lancer une enquête journalistique.
Chris Bratt contacte le service des relations publiques de 2K Games et demande un entretien avec un représentant de Firaxis, mais sa demande est refusée. Il contacte ensuite l'ancien concepteur de jeux de Firaxis, Bruce Shelley, qui déclare qu'il ne se souvient pas précisément de l'existence de ce problème, puisque le développement de Civilization remonte à 30 ans : « Je me souviens vaguement d'un problème avec Gandhi, mais le gars à qui vous deviez parler est Sid [Meier] ». La personne suivante que le journaliste contacte est Brian Reynolds, concepteur principal du jeu Civilization II, qui répond : « Même si cela fait environ 20 ans que je n'ai pas vu le code de Civ 1, je peux toujours vous dire avec 99,99 % de certitude que le bug de Gandhi est complètement apocryphe ». Bratt contacte à nouveau 2K et Sid Meier mais ne reçoit pas de réfutation directe. Sid Meier déclare qu'il ne connait pas la réponse à sa question, mais il pense que la légende urbaine est une bonne chose : il affirme qu'« étant donné la technologie limitée de l'époque, le Civ original était à bien des égards un jeu qui se déroulait principalement dans l'imagination des joueurs » et dit donc être « réticent à limiter ce que ce joueur peut imaginer en introduisant trop de mes pensées ». Chris Bratt publie une vidéo YouTube présentant les conclusions de son enquête. Plus tard, dans une interview donnée à Ars Technica, Sid Meier répète que le bug est possible, « mais [...] pas intentionnel ».
Le 8 septembre 2020 est publiée l'autobiographie de Sid Meier, Sid Meier's Memoir! : A Life in Computer Games. Elle confirme que le bug affectant le personnage de Gandhi a été inventé et fait l'historique détaillé du développement de la légende urbaine,,.

## Héritage du mème
Malgré son inexistence, « Nuclear Gandhi » est l'un des bugs les plus connus de l'histoire du jeu vidéo. Il engendre un grand nombre de mèmes Internet et est notamment utilisé comme exemple de dépassement d'entiers dans les cours d'informatique de l'université Harvard.